# Fulgor Libertas Forlì 2008-2009
Queste sono le statistiche della stagione 2008/2009.

## Roster 2008/2009
| Num. | Naz.                 | Giocatore             | Anno | Alt. (cm) | Ruolo   | Punti | Media P. |
| ---- | -------------------- | --------------------- | ---- | --------- | ------- | ----- | -------- |
| 4    | Italia (bandiera)    | Riccardo Ravaioli     | 1992 | 190       | P       | 0     | 0        |
| 6    | Italia (bandiera)    | Mauro Liburdi         | 1982 | 202       | Ala     | 391   | 15.6     |
| 7    | Italia (bandiera)    | Federico Tassinari    | 1977 | 195       | Ala     | 280   | 10.8     |
| 8    | Italia (bandiera)    | Luca Mastella         | 1989 | 190       | P       | 12    | 1.5      |
| 9    | Italia (bandiera)    | Cristian Villani      | 1982 | 200       | Ala     | 252   | 14.0     |
| 10   | Italia (bandiera)    | Matteo Frassineti (C) | 1987 | 274       | Guardia | 155   | 11.0     |
| 12   | Italia (bandiera)    | Damiano Brigo         | 1973 | 208       | Centro  | 170   | 6.5      |
| 14   | Italia (bandiera)    | Stefano Masciadri     | 1989 | 198       | Ala     | 217   | 8.3      |
| 15   | Italia (bandiera)    | Michele Benfatto      | 1985 | 205       | Centro  | 194   | 7.5      |
| 19   | Italia (bandiera)    | Alessandro Davolio    | 1975 | 188       | P       | 184   | 7.1      |
| 20   | Argentina (bandiera) | Andrés Forray         | 1986 | 186       | Guardia | 206   | 7.9      |

### Dettaglio partite
| Gior. | Data             | Partita                                        | Ris.   | Mvp Forlì  | Scarto |
| 1     | 5 ottobre 2008   | Banco di Sardegna Cagliari - VemSistemi Forlì  | 62-69  | Tassinari  | +7     |
| 2     | 12 ottobre 2008  | VemSistemi Forlì - Juvi Basket Cremona         | 107-80 | Frassineti | +27    |
| 3     | 19 ottobre 2008  | Sil Lumezzane - VemSistemi Forlì               | 76-89  | Villani    | +13    |
| 4     | 26 ottobre 2008  | VemSistemi Forlì - Intertrasport Treviglio     | 109-89 | Villani    | +20    |
| 5     | 2 novembre 2008  | Assigeco Casalpusterlengo - VemSistemi Forlì   | 74-64  | Davolio    | -10    |
| 6     | 9 novembre 2008  | VemSistemi Forlì - Agricola Gloria Montecatini | 95-91  | Davolio    | +4     |
| 7     | 16 novembre 2008 | Siram Fidenza - VemSistemi Forlì               | 78-74  | Villani    | -4     |
| 8     | 23 novembre 2008 | VemSistemi Forlì - Paffoni Omegna              | 86-74  | Liburdi    | +12    |
| 9     | 30 novembre 2008 | VemSistemi Forlì - Pentagruppo Ozzano          | 79-71  | Villani    | +8     |
| 10    | 7 dicembre 2008  | Tirreno Power Vado - VemSistemi Forlì          | 77-80  | Forray     | +3     |
| 11    | 14 dicembre 2008 | VemSistemi Forlì - SBS Nobili Castelletto      | 105-73 | Liburdi    | +32    |
| 12    | 21 dicembre 2008 | MiroRadici Finance Vigevano - VemSistemi Forlì | 72-67  | Tassinari  | -5     |
| 13    | 4 gennaio 2009   | VemSistemi Forlì - Jesolosandonà Basket        | 76-70  | Tassinari  | +6     |
| 14    | 11 gennaio 2009  | VemSistemi Forlì- Banco di Sardegna Cagliari   | 89-69  | Liburdi    | +20    |
| 15    | 17 gennaio 2009  | Juvi Basket Cremona - VemSistemi Forlì         | 66-76  | Liburdi    | +10    |
| 16    | 25 gennaio 2009  | VemSistemi Forlì - Sil Lumezzane               | 85-64  | Villani    | +21    |
| 17    | 1º febbraio 2009 | Intertrasport Treviglio - VemSistemi Forlì     | 88-78  | Frassineti | -10    |
| 18    | 8 febbraio 2009  | VemSistemi Forlì - Assigeco Casalpusterlengo   | 80-84  | Brigo      | -4     |
| 19    | 15 febbraio 2009 | Agricola Gloria Montecatini - VemSistemi Forlì | 89-96  | Villani    | +7     |
| 20    | 22 febbraio 2009 | VemSistemi Forlì - Siram Fidenza               | 86-84  | Forray     | +2     |
| 21    | 28 febbraio 2009 | Paffoni Omegna - VemSistemi Forlì              | 75-69  | Liburdi    | -6     |
| 22    | 7 marzo 2009     | Pentagruppo Ozzano - VemSistemi Forlì          | 76-80  | Liburdi    | +4     |
| 23    | 15 marzo 2009    | VemSistemi Forlì - Tirreno Power Vado          | 85-66  | Liburdi    | +19    |
| 24    | 22 marzo 2009    | SBS Nobili Castelletto - VemSistemi Forlì      | 86-84  | Liburdi    | -2     |
| 25    | 29 marzo 2009    | VemSistemi Forlì - MiroRadici Finance Vigevano | 98-71  | Liburdi    | +27    |
| 26    | 5 aprile 2009    | Jesolosandonà Basket- VemSistemi Forlì         | 71-76  | Liburdi    | +5     |
| POQ   | 19 aprile 2009   | VemSistemi Forlì - Sil Lumezzane               | 65-68  | Villani    | -3     |
| POQ   | 23 aprile 2009   | Sil Lumezzane- VemSistemi Forlì                | 71-73  | Masciadri  | +2     |
| POQ   | 26 aprile 2009   | VemSistemi Forlì- Sil Lumezzane                | 75-68  | Frassineti | +7     |
| POS   | 30 aprile 2009   | VemSistemi Forlì - Assigeco Casalpusterlengo   | 80-86  | Brigo      | -6     |
| POS   | 3 maggio 2009    | Assigeco Casalpusterlengo- VemSistemi Forlì    | 88-71  | Liburdi    | -16    |
| POS   | 7 maggio 2009    | VemSistemi Forlì-Assigeco Casalpusterlengo     | 72-82  | Tassinari  | -10    |